# KV65
Ngôi mộ KV65 là một ngôi mộ Ai Cập cổ đại, cái cuối cùng trong danh sách đánh sô thứ tự được khai quật. Nó nằm trong Thung lũng của các vị Vua, gần Luxor, Ai Cập. Nó được phát hiện vào tháng 8 năm 2008, khi phát hiện nó được công bố, không có gì bố trí gần đó, các họa tiết trang trí hoặc chủ nhân đều chưa rõ. Lối vào mộ xuất hiện trong một Vương triều 18.